# Groupe i2S
Pour les articles homonymes, voir IIS.
 (décembre 2022).
i2S est à la pointe de la capture et du traitement d’image, intégrés dans des solutions complètes, du photon au cloud. L'entreprise capitalise sur l’évolution rapide des technologies numériques et les intégrons dans des solutions logicielle et matérielle globales, 2D et 3D, avec ou sans fil, connectées, miniaturisées, adaptées pour les valeurs d’usage de l’utilisateur final, et avec une qualité d’image optimale, la marque de fabrique d’i2S depuis 40 ans. C'est une contribution à l’expansion rapide des fonctions d’acquisition, restitution et exploitation d’image dans des applications toujours plus nombreuses et toujours plus compétitives.
Ensemble, exploitons le potentiel de la vision intégrée !
Vous avez un projet d’acquisition et d’exploitation d’images pour une fonction intégrée ou un produit fini ?
L’équipe d’i2S vous accompagne, du prototype à la fabrication en série.

## Activités
Le groupe i2S est une entreprise française, dont le siège social se situe à Pessac et le pôle de production à Cestas. Elle est spécialisée dans les domaines de la vision numérique, de l'optronique et du traitement de l’image. Le groupe i2S a été créé en 1979 par deux ingénieurs de l’Aérospatiale (Ariane Group aujourd’hui), Alain Ricros et Jean-Louis Blouin. En 2017, Xavier Datin intègre i2S en qualité de Directeur Général, pour en devenir le PDG en septembre 2021. Aujourd’hui, quatre activités contribuent au chiffre d’affaires de l’entreprise : les trois premières mentionnées ci-après, sont focalisées sur des domaines applicatifs spécialisés et sont actives internationalement ; la troisième, plus ancienne, et plus généraliste, est reconnue comme un acteur majeur du négoce de composants de vision par ordinateur, en France.
·        La numérisation du patrimoine avec l’activité DigiBook. Conception, fabrication et commercialisation de scanners de livres, de logiciels de traitement d’images, de solutions de bibliothèques en ligne et prestation de tous les services liés à ces activités. Ses produits s’adressent à différentes institutions, comme des musées, des bibliothèques, des écoles, des archives, des administrations, ou même des entreprises privées.
·        La santé et le bien-être avec l’activité MedCare. Riche de 15 ans d’expérience dans la conception de dispositifs médicaux de diagnostic in vitro et d’outils portatifs connectés, i2S MedCare accompagne ses clients dans des projets d’imagerie 2D/3D. Son expertise s’étend du photon au cloud, c’est-à-dire à travers un éventail de compétences allant de la conception de l’équipement de prise d’images jusqu'à la gestion des données sécurisées et partagées.
·        L'imagerie sous-marine. Cette activité a démarré par le rachat de la société Orphie qui avait développé une caméra particulièrement innovante, sur la base d'un brevet, et qui permettait de voir trois fois plus loin que les solutions d'imagerie existantes. L'offre s'est étoffée d'une gamme de caméras pour les drones sous-marins et les scaphandriers dans les applications variées et grandissantes de l'imagerie sous-marine : sécurité des ouvrages, déminage, aquaculture, exploration des fonds marins.
·        Enfin, l’activité historique du groupe, Vision. Cette division distribue des composants de vision. Il s’agit principalement de caméras, d’équipements optiques, de logiciels intégrés. Elle conçoit et fabrique également des systèmes en OEM pour des grands groupes technologiques, actifs dans une grande variété d’industries : agroalimentaire, automobile, défense, emballage, etc...
i2S est certifié ISO 9001 V20081 (système de management par la qualité) et ISO 13485 : 2012 (secteur d’activité du dispositif médical). i2S assure la gestion des risques du produit/ dispositif médical selon la norme ISO 14971 : 2009 en vue de son marquage CE.
I2S est un des artisans de la norme ISO 19264. De plus, la plupart des scanners i2S répondent aux normes Metamorfoze, FADGI, et ISO 19264.

## Irisolution™
La plateforme Irisolution™ intègre l’ensemble des technologies nécessaires pour développer une application de vision intégrée, du photon au cloud.
Elle permet de concevoir des appareils, fixes ou portables, intégrant la capture d'images et leur restitution au niveau de qualité, format 2D ou 3D et fréquence attendus par l’application donnée. L’appareil peut être sans fil, connecté au cloud si nécessaire et doté de capacités d'apprentissage.
La plateforme permet de définir, d’optimiser et d’intégrer l’optique adaptée pour l’acquisition d’une image de qualité optimale, la restitution des séquences d’images via une électronique embarquée dédiée, une interface utilisateur simple et intuitive, la communication sans fil et l’accès à distance sur internet pour des fonctions d’usage et d’apprentissage.

## Deux sites – Pessac et Cestas
Le siège social, le bureau d’études, les services commerciaux et administratifs, ainsi que le support technique et client se situent sur le site de Pessac.
La production, la logistique, l’entrepôt, et les services d’administration des achats et des ventes se situent à Cestas.
Le regroupement des fonctions de production, de logistique et d’achats dans un bâtiment dédié à notre société permettent un contrôle total de toute la chaîne de production, une optimisation globale et la meilleure réactivité aux demandes des clients.
- Maitrise totale de toute la chaîne optique et intégration dans la caméra ou dans le système de vision intégrée.
- Maitrise systématique de l’assemblage final pour tous les produits.

- Maitrise totale de la qualité des produits en assurant tous les contrôles nécessaires pour garantir la conformité de chaque produit aux exigences fonctionnelles et réglementaires.

L’usine, qui a été conçue pour afficher une grande polyvalence, afin d’être capable de fabriquer des petits produits portables dans le domaine médical, aussi bien que des grands scanners de livres pour la numérisation du patrimoine, fait également preuve d’une grande flexibilité sur les volumes de production, lui permettant d’être en mesure de fabriquer quelques unités par an (grands scanners de livres) jusqu’à des séries de 10 000 produits par an dans le domaine médical.

## La démarche de Responsabilité Sociétale de l'Entreprise (RSE)
La démarche RSE d'i2S repose sur la raison d'être de l'entreprise : « Capter, sublimer l'image, en valoriser l'usage pour promouvoir les connaissances et contribuer à notre bien-être ». 
A ce titre, toutes les activités dans lesquelles i2S choisit de se développer doivent avoir un impact positif sur notre environnement :
- La numérisation du patrimoine, pour mettre ce patrimoine à disposition de chacun, partout dans le monde
- La santé, en particulier l'apport de l'imagerie pour le diagnostic médical, l'aide à la décision des praticiens et la valorisation de leur expertise à distance
- L'imagerie sous-marine, pour la sécurité des ouvrages, le déminage, l'exploration des fonds marins

La démarche RSE s'articule ensuite selon le modèle consacré à sept dimensions - Gouvernance, Relations et conditions de travail, Environnement, Ethique, Intérêt des consommateurs et développement local & intérêt général.

En 2021, i2S a obtenu le score de 59 / 100 à l'évaluation Ecovadis pour sa démarche RSE et a reçu une médaille d'argent pour cette performance ; ce score place i2S dans le Top 20% des entreprises de son secteur d'activités.

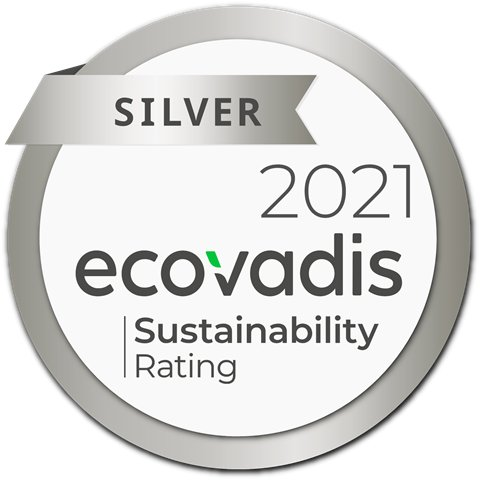
La médaille d'argent du label Ecovadis

Cette évaluation a notamment mis en évidence des points forts de notre démarche :
- Environnement : l'amélioration de l’efficacité énergétique par la modernisation de nos équipements, le programme de récupération des produits/ emballages en fin de vie

- Social et droits de l'homme : un régime de primes lié à la performance de l'entreprise, une enquête de satisfaction des salariés avec une attention particulière à leur niveau d'engagement, l'organisation flexible du travail, qui inclut le télétravail, la gestion des carrières
- Ethique : Une politique sur les conflits d'intérêts, l'audits des procédures de contrôle pour prévenir les atteintes à la sécurité de l'information
- Achats responsables : l'intégration de clauses sociales et environnementales dans les contrats fournisseurs

## Historique
Le groupe i2S a été fondé en 1979. Dès 1985, l’entreprise girondine se fait remarquer grâce à la conception, en partenariat avec l'IFREMER et le COMEX des caméras du Nautile qui serviront à la découverte de l’épave du Titanic. Par la suite, la division i2S Vision développe des caméras pour la surveillance, les télécommunications, ou encore l’aéronautique et le spatial
En 1989, les premières caméras embarquées pour les essais de l'Airbus A330,
En 2005, un autre projet propulse le groupe i2S et sa division Vision sur le devant de la scène : le développement des caméras de contrôle de séparation des boosters d’Ariane IV.
En 2006, Jean-Pierre Gérault est nommé Président du Directoire d'i2S.
En 2007, i2S développe et distribue avec Canal+ le Goal Finish™, premier système haute définition capable de valider ou non un but en cas de litiges. En 2008, i2S Vision se lance dans une nouvelle génération de caméra « Photo Finish » pour les Jeux olympiques de Pékin. La même année, la fondation « Empreintes » est créée. Sous l’égide de l’Institut de France à Paris, elle a pour but de préserver le patrimoine culturel.
L’histoire de DigiBook débute quant à elle en 1993. La mairie de Bordeaux cherchant une solution pour numériser ses registres d’État Civil, i2S développe pour elle un scanner sur mesure.
C’est ainsi que sept ans plus tard, en 2000, le groupe i2S lance sa division DigiBook, spécialisée dans la numérisation. La même année, cette nouvelle entité du groupe connaît un véritable succès grâce à la numérisation, en partenariat avec Xerox et la bibliothèque nationale d’Autriche, de la première Bible de Gutenberg datant de 1456. Ce projet lui aura valu une nomination par la prestigieuse Smithsonian Institution, basée à Washington DC, dans la catégorie « Computer & Media ».
En 2005, i2S DigiBook participe cette fois à la construction du plus grand centre européen de numérisation, situé à La Walck (Alsace) en partenariat avec IBM, InfoTechnique et le suisse ASSY.
En 2009, et avec l’aide de sept autres entreprises françaises, et d’un cofinancement de l’Europe et de la région Aquitaine, i2S crée POLINUM, plateforme collaborative de recherche et développement pour la numérisation et la valorisation des fonds patrimoniaux, industriels, et informationnels. POLINUM s’intéresse à la totalité de la chaîne de numérisation.
En 2011, i2S rachète plus de 60 % du capital de l’entreprise nord-américaine Kirtas Technologies, spécialisée dans les scanneurs de livres automates. i2S détient 70 % des parts de marché, cette association permet à i2S DigiBook d’assoir son importance dans le domaine de la numérisation et d’investir plus aisément le marché américain. La division DigiBook devient alors i2S DigiBook + Kirtas Technologies. Toujours en 2011, i2S DigiBook + Kirtas Technologies créent, en partenariat avec la librairie Mollat, un Hyperlivre™. Ce dernier est en fait la réédition du livre Salle de Spectacles de Bordeaux, écrit par Victor Louis et publié en 1782 à laquelle ont été ajoutées des technologies de numérisation et d’impression d’image, de web mobile et de rendu 3D. L’Hyperlivre™ devient alors un outil digital de découverte culturelle.
i2S DigiBook marque ensuite le marché de la numérisation en proposant l'e-Scan™, la première station de numérisation libre-service pour le grand public, dans les bibliothèques universitaires, les écoles, ou même les entreprises.
En 2017, Xavier Datin rejoint la société comme Directeur Général et il propose de poursuivre et accélérer la démarche de spécialisation, réalisée et réussie dans le domaine de la numérisation du patrimoine, en l'appliquant à d'autres secteurs où la société peut apporter des solutions innovantes, différenciatrices et compétitives.
En 2018, il décide de créer une division « MedCare » dans le domaine médical , et i2S se spécialise progressivement dans la microscopie sur mesure et les outils portatifs 2D ou 3D. i2S a ainsi développé des dispositifs médicaux pour l'analyse cellulaire ainsi qu'un scanner intra-oral pour les dentistes.
En 2021, une nouvelle division « Orphie » est créée dans le domaine de l'imagerie sous-marine par le rachat de la société du même nom.

## Gouvernance

### Le Conseil d'Administration
L'instance décisionnaire de gestion d'i2S, en liaison avec le Comité de Direction.
Au 1er octobre 2021, il est composé de :
- Xavier Datin[11], Président
- Hervé Berthou[12]
- Jean-Louis Blouin[13]
- Eric Mottay[14]
- Alain Ricros
- Didier Roux[15]